# Prim-ministrul Regatului Unit
Prim-ministrul Regatului Unit al Marii Britanii și Irlandei de Nord este în practică liderul politic al Regatului Unit. Premierul îndeplinește funcția de „șef al guvernului Maiestății Sale” asemeni altor prim-miniștri din țări cu sisteme politice asemănătoare și este (alături de Cabinetul său), deținătorul de facto al puterii executive în regat, exercitând multe dintre funcțiile executive care sunt din punct de vedere oficial apanajul suveranului britanic, cunoscute și ca „prerogative regale”. 
În conformitate cu prevederile constituționale, prim-ministrul și cabinetul său răspund în fața Parlamentului britanic. Premierul și miniștrii săi sunt la rândul lor membri ai Parlamentului. 
Actualul prim-ministru este Keir Starmer, numit în funcție pe 5 iulie 2024.